# Goroohban
Goroohban (persiano: گروهبان) è un film del 1991 diretto da Masoud Kimiai. È ritenuto una delle sue opere più notevoli del periodo successivo alla rivoluzione iraniana.

## Trama
Rostam, un sergente depresso dell'esercito in pensione, torna dopo otto anni nella sua città natale alla fine della guerra. Golbakht, con la moglie russa e il figlio Bahman, lavora in una stazione di servizio, ma vuole tornare in Azerbaigian quando sarà possibile riattraversare la frontiera. Prima di partire per la guerra, il sergente Rostam aveva comprato un terreno, ma senza un contratto scritto; ora l'appezzamento ha un valore economico molto più alto e l'ex proprietario non vuole più cederlo al prezza pattuito molti anni prima. Rostam si rivolge allora ad un ex ufficiale della locale gendarmeria, oggi in pensione ma ancora legato al ruolo che occupava.

## Proiezioni
Il film è stato presentato nei seguenti festival:
- Fajr International Film Festival di Teheran, 1º febbraio 1991
- Mostra del cinema di Venezia, 11 settembre 1991[3][4][5]
- Chicago International Film Festival, ottobre 1992[6]
- International Film Festival Rotterdam, 1º febbraio 1993
- Festival des 3 Continents di Nantes, 20-29 novembre 2000[7]